# Kostopil'
Kostopil' (Ucraino: Костопіль) è una città dell'Ucraina (30 838 abitanti) situata nel distretto di Rivne, nell'oblast' di Rivne. Ospita l'amministrazione della comunità territoriale di Kostopil', una delle comunità territoriali dell'Ucraina.
Fino al 18 luglio 2020 Kostopil' era il centro amministrativo del distretto di Kostopil', abolito come parte della riforma amministrativa dell'Ucraina, che ha ridotto a quattro il numero dei distretti dell'oblast' di Rivne. L'area del distretto di Kostopil' è stata trasferita al distretto di Rivne.
Fondata nel 1783 ha acquisito lo status di città nel 1939. 
La stazione ferroviaria è sulla linea Rivne-Sarny. A Kostopil' sono presenti industrie della lavorazione del legno, industrie forestali, vetrerie ed industrie alimentari, che definiscono la città come un importante centro industriale della regione di Rivne.